# Kazushige Kirihata
Kazushige Kirihata (桐畑 和繁 Kirihata Kazushige?), född  19, är en japansk fotbollsspelare.
I juli 2007 blev han uttagen i Japans trupp till U20-världsmästerskapet 2007.